# Вулиця Крупнича (Краків)
Вулиця Крупнича в Кракові — вулиця, розташована в Кракові, в дільниці I Старе Місто, на терені колишньої юридики Гарбарі.

## Історія
Перші відомості про вулицю походять з XV століття. Її створення пов'язане з північним рукавом річки Рудава — Млинувка Крулєвська (пол. Młynówka Królewska), яка протікала в районі сьогоднішньої вулиці Дольних Млинув (пол. ul.Dolnych Młynów) (що був закритий у міжвоєнний період). Спочатку вона не мала назви, називалася «ante portam Sutorum» (перед брамою Шевською). Спочатку тут оселилися садівники, потім гончарі, на честь яких вона була названа Гарнчарською (пол. Garncarska, нім. Toppengasse), сліди діяльності якої виявили розкопки під будинком № 26. Тут також жили шкірники (гарбарі), на честь яких уся юридика була названа Гарбарі. Через близькість млинів тут жили також крупники (виробники та торговці круп). Від них вулиця, яка є продовженням на схід вулиці Дольних Млинув, отримала назву, яка вперше зустрічається в джерелах у 1836 році. У 1911 році вулицю продовжено до алеї Адама Міцкевича, а в міжвоєнний період за лінію алеї (нині ця частина вул. Романа Інгардена).
У 2022 році розпочато реконструкцію вулиці, яка має на меті перетворення її на вунерф .

## Забудова
Серед відомих будівель:
- кам'яниця № 3 1906 р. з рисами історизму та модернізму — Вища школа громадської безпеки та індивідуального «Апейрон».
- кам'яниця No 5 — Під Матір Божою 1889 р. з рисами історизму.
- будинок № 7 у стилі неоренесансу з 1871 року є резиденцією євангельської церкви «Misja Łaski» та Християнського біблійно-місіонерського інституту.
- будинок № 8 1873—74 рр. в стилі неоренесансу.
- будинок №9 в стилі неоренесансу 1871р. У 1889—1919 роках тут проживав губернатор Галичини Міхал Бобжинський (пам'ятна дошка).
- будинок № 10 у стилі неоренесансу 1873—74 рр.
- будинок № 11 — будинок маєтку Мєрошевських з неоренесансними рисами 1864 р. Палац Мєрошевських був зведений за проєктом архітектора Філіпа Романа Покутинського для графа Яна Станіслава Мєрошевського. Одноповерхова будівля палацу побудована в плані витягнутого прямокутника. З боку внутрішнього двору виступає ризаліт шахти кухонних сходів. Цегляний фасад будинку в основі має цоколь із плит пісковику і складається з трьох основних частин: п’ятиосьової центральної частини з балконом на висоті першого поверху та двох неглибоких одноосьових ризалів. На вісі правого ризаліту розташована прямокутна в'їзна брама. Додатковим декоративним елементом є кам’яні надпоріжники з гербами родини Мєрошевських та споріднених їм родин, що прикрашають перемички воріт та вікна на першому поверсі. Анфіладне розташування всіх приміщень робить кубатуру будівлі надзвичайно функціональною. Особливої уваги заслуговує колишня вітальня на першому поверсі, яка є найбільшою кімнатою в палаці. Він оздоблений дерев'яними панелями та стуко декором. У кутах плафона — кришталеві дзеркала, укладені в ліпні рами, орнаментовані волютами та стилізованими листям і квітами. Позаду будівлі є невеликий сад. У своїй резиденції Мєрошевський зібрав багату і цінну колекцію книг, великий архів і цінну колекцію творів мистецтва. У 1939 – 1945 роках було зруйновано стелю над кімнатами першого поверху та видалено герб родини Мєрошевських, який містився на сходах між поверхами. Після Другої світової війни палац було пристосовано для потреб Окружного управління якості та міри у Кракові [3]. Тоді просторі внутрішні приміщення першого поверху були перебудовані на менші та численніші службові приміщення. Попри ці зміни, палац Мєрошевських залишається цінним зразком житлової архітектури Кракова другої половини XIX століття [4].
- кам'яниця № 12 на розі з вул. Лоретанська (пол. ul.Loretańska) 2, у стилі необароко, з 1895 року.
- кам'яниця № 14 на розі з вул. Лоретанська 1, з модерністськими рисами, з 1910—1911 років.
- будинок № 15 на розі з вул. Юзефа Шуйського 2, з рисами історизму, з 1867 р. колишня Загальна жіноча школа ім. Юзефа Шуйського, нині Основна професійна школа.
- вілла № 16 з еклектичними рисами, з 1860-70 рр., Палацик під Орлом.
- будинок № 18 форм історизму, 1880 р., з надбудовою у функціоналістичному стилі 1931 р.
- будинок № 21 на розі з вул. Дольних Млинув 1, скромних форм історизму, датованого 1871 роком.
- будинок № 22 — Будинок письменників.
- будинок № 26 — Будинок Юзефа Мехоффера.
- будинок № 28 1906—1908 рр., в стилі модерн, з багатим розписом на сходах.
- будинок № 30 1906—08 рр., в стилі модерн, з гіпсовим декором на фасаді.
- будинок № 31 — Будинок Вайсів.
- корпус № 33 — Аудиторія Максимум Ягеллонського університету.
- будинок № 38 в стилі модерн, з 1912 р., колишня вул. Ядвіги, де зараз знаходиться Молодіжний центр Генрика Йордана та Active Small School.
- будинок № 42 1923—25 рр. в стилі необароко з елементами модерну; Вілла Марії Левальської, резиденція Генерального консульства Австрії.
- будинок № 44 — Спілка хімічних закладів та XXVI Загальноосвітня школа.

## Галерея

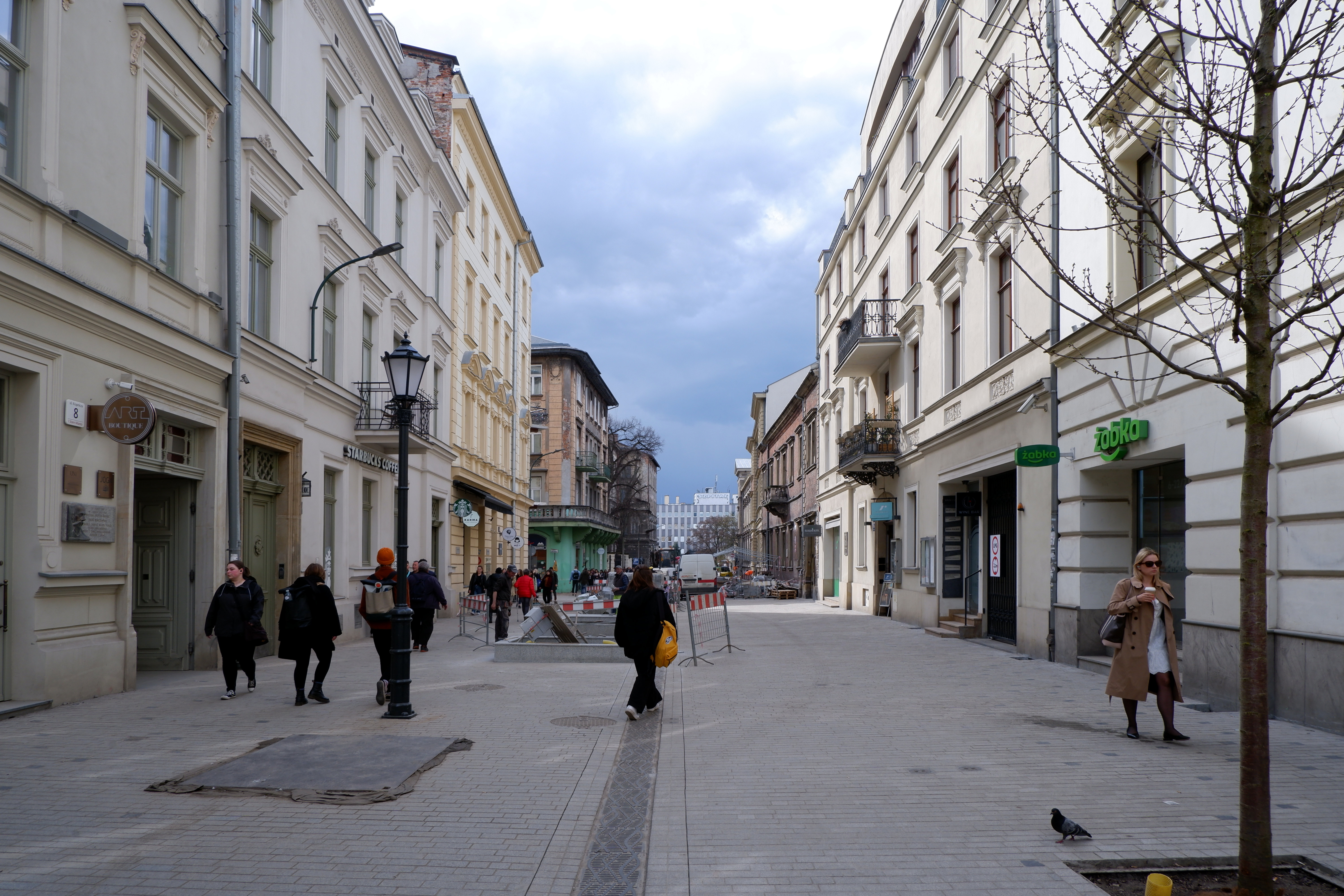
Перебудова вул.Крупнича (2023)
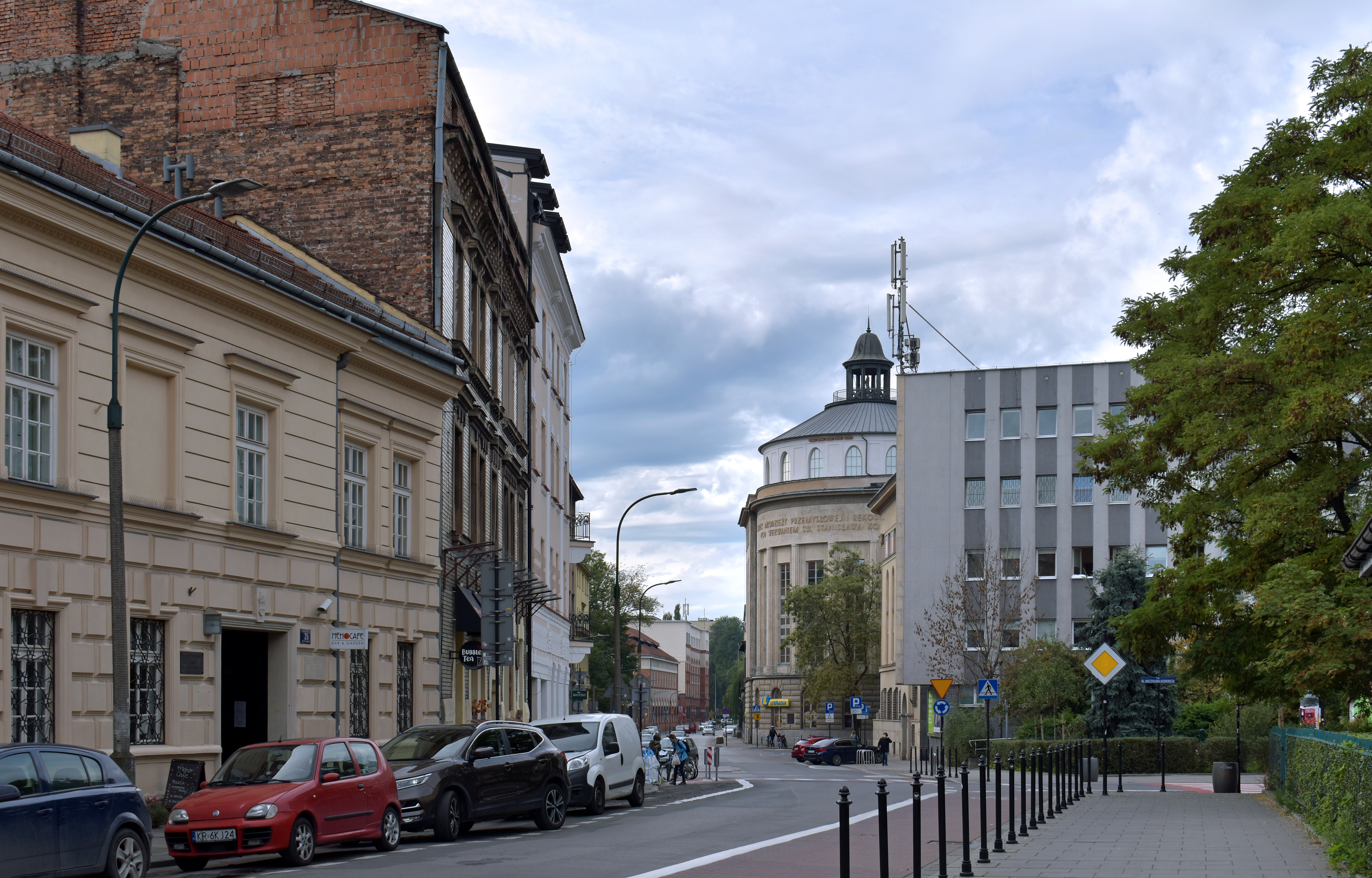
Вулиця Крупнича. Вид з перехрестя з вул.Юзефа Шуйського на захід. По лівій стороні будинок Юзефа Мехоффера. По правій стороні перехрестя з вул.Дольних Млинув, далі пол. pl.Kuznowicza, за ним Шпиталь Спеціальний ім.Юзеф Дітль.
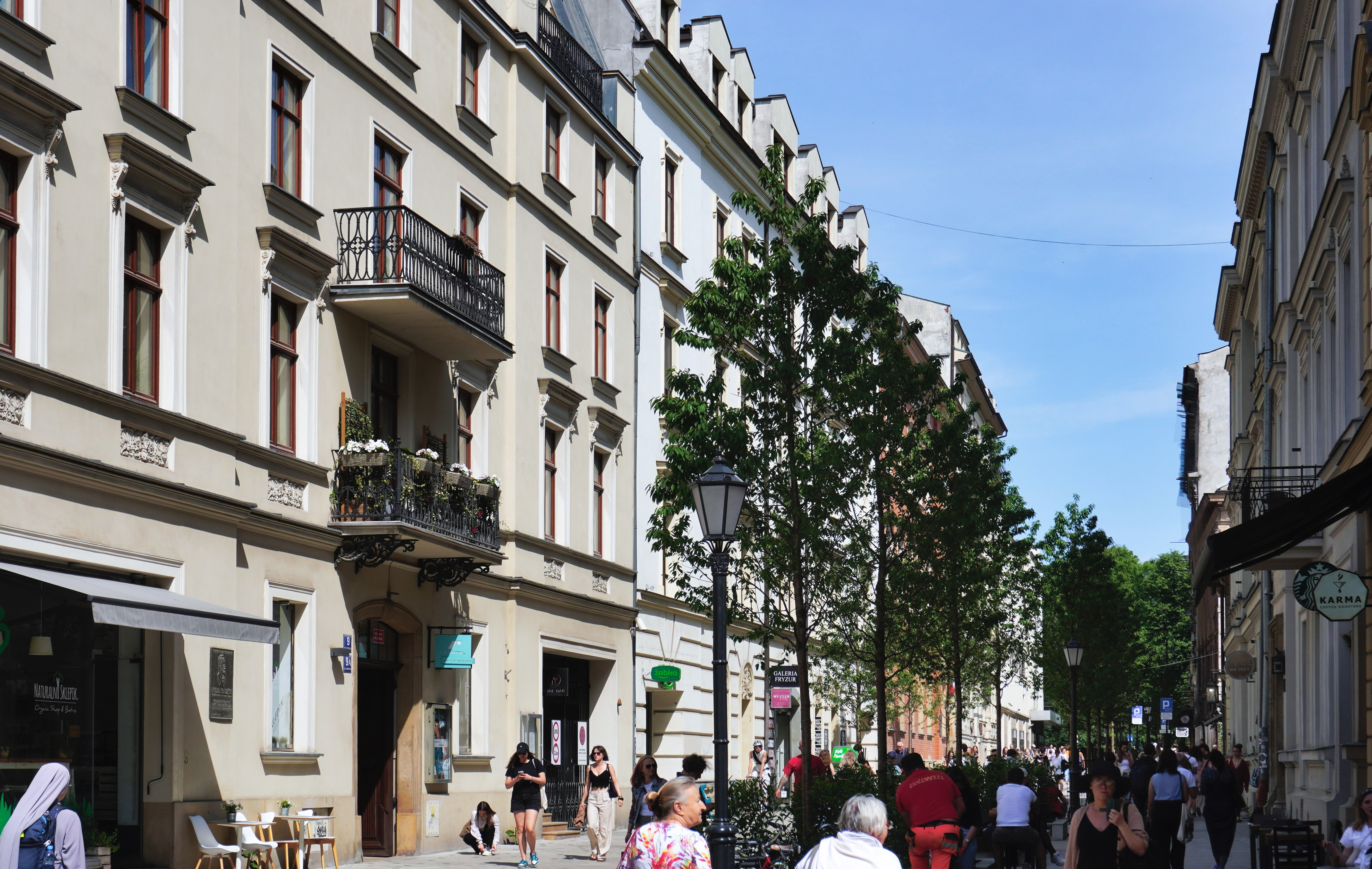
Вид від перехрестя з вул. Лоретанська на схід.
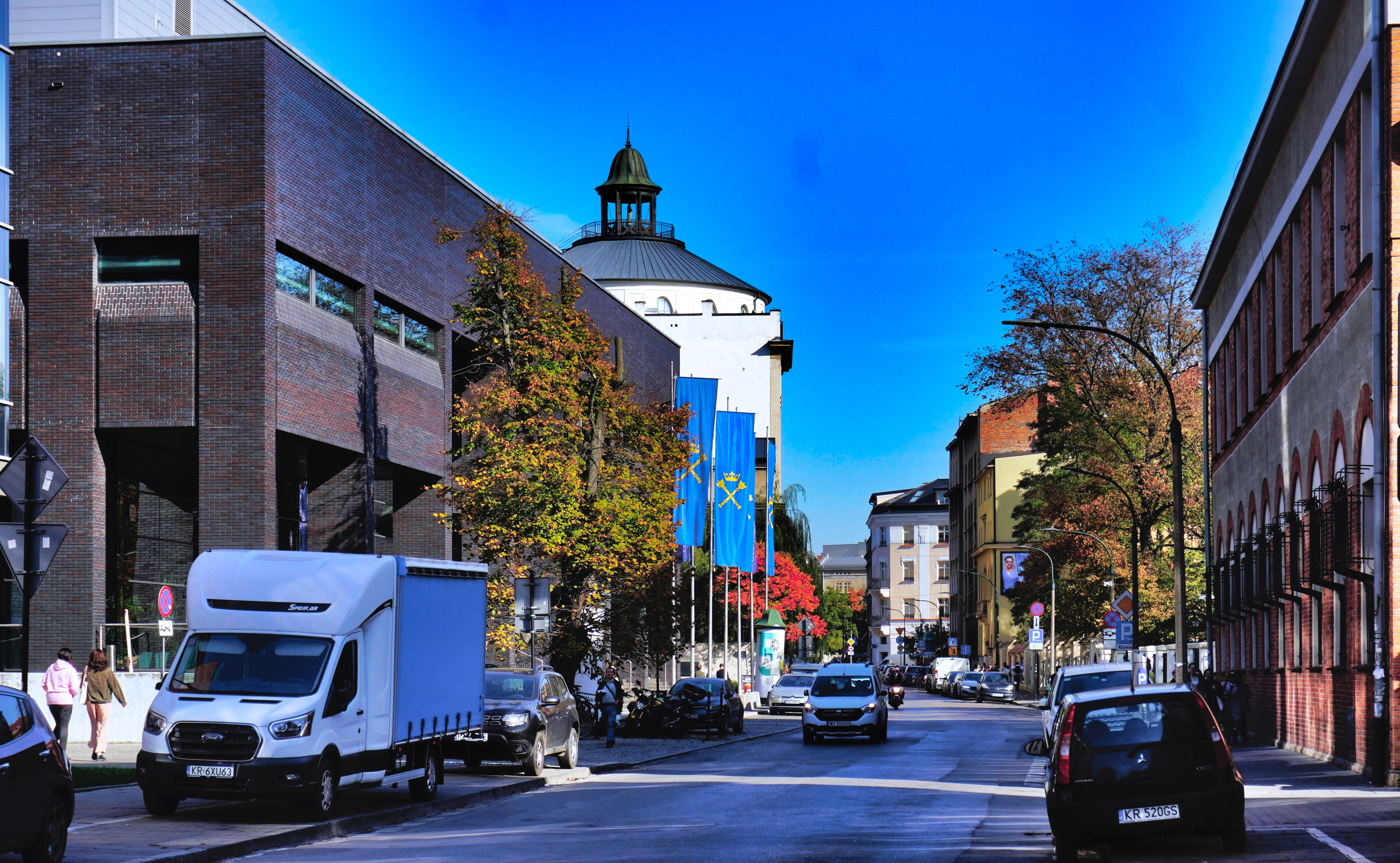
Вид з Алеї Міцкевіча на схід. По лівій стороні Аудіторія Максимум Університету Ягелонського та будинок  Театр «Гротеск».
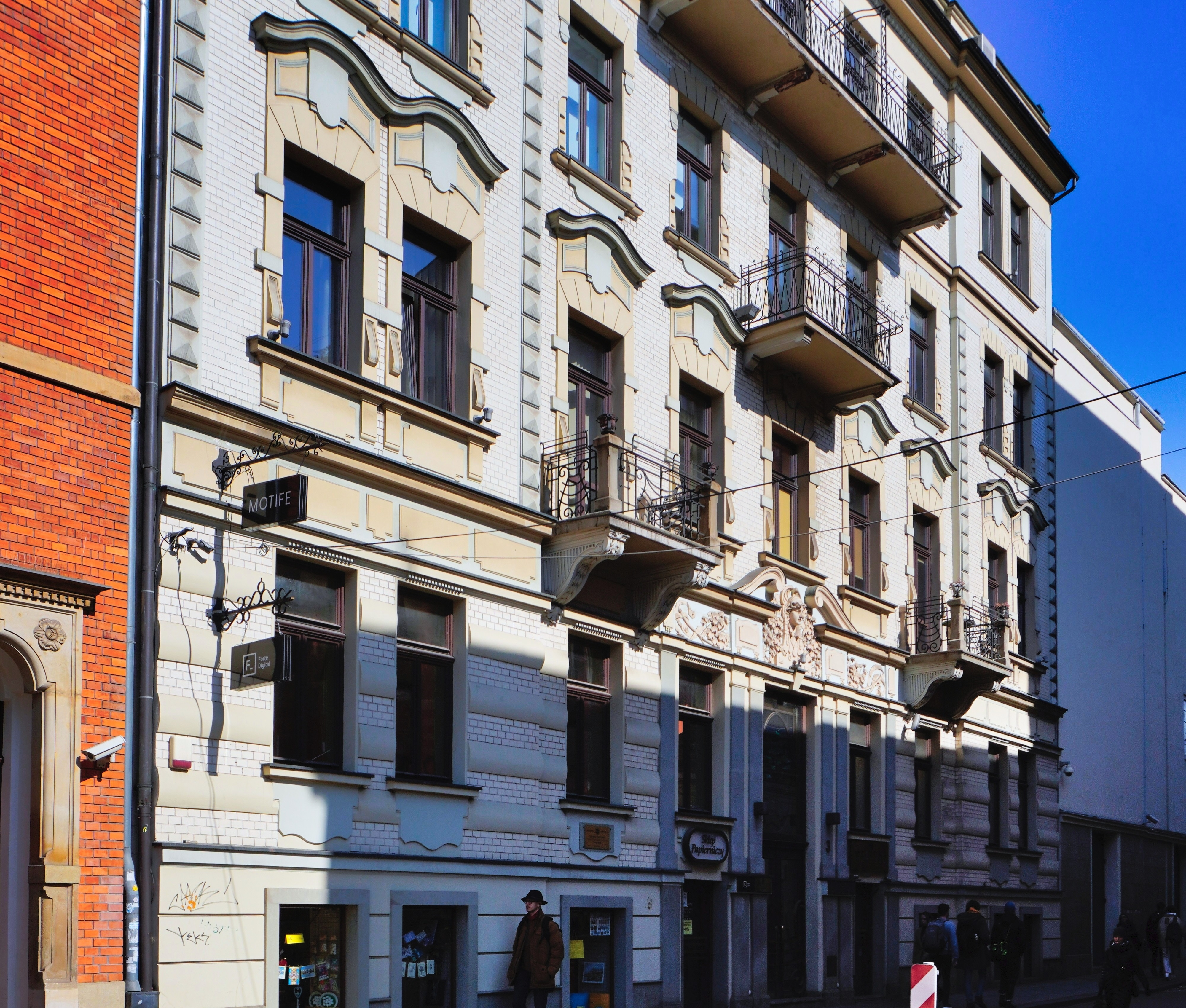
вул.Крупнича 3 Кам'яниця (проєкт Beniamin Torbe, 1906)
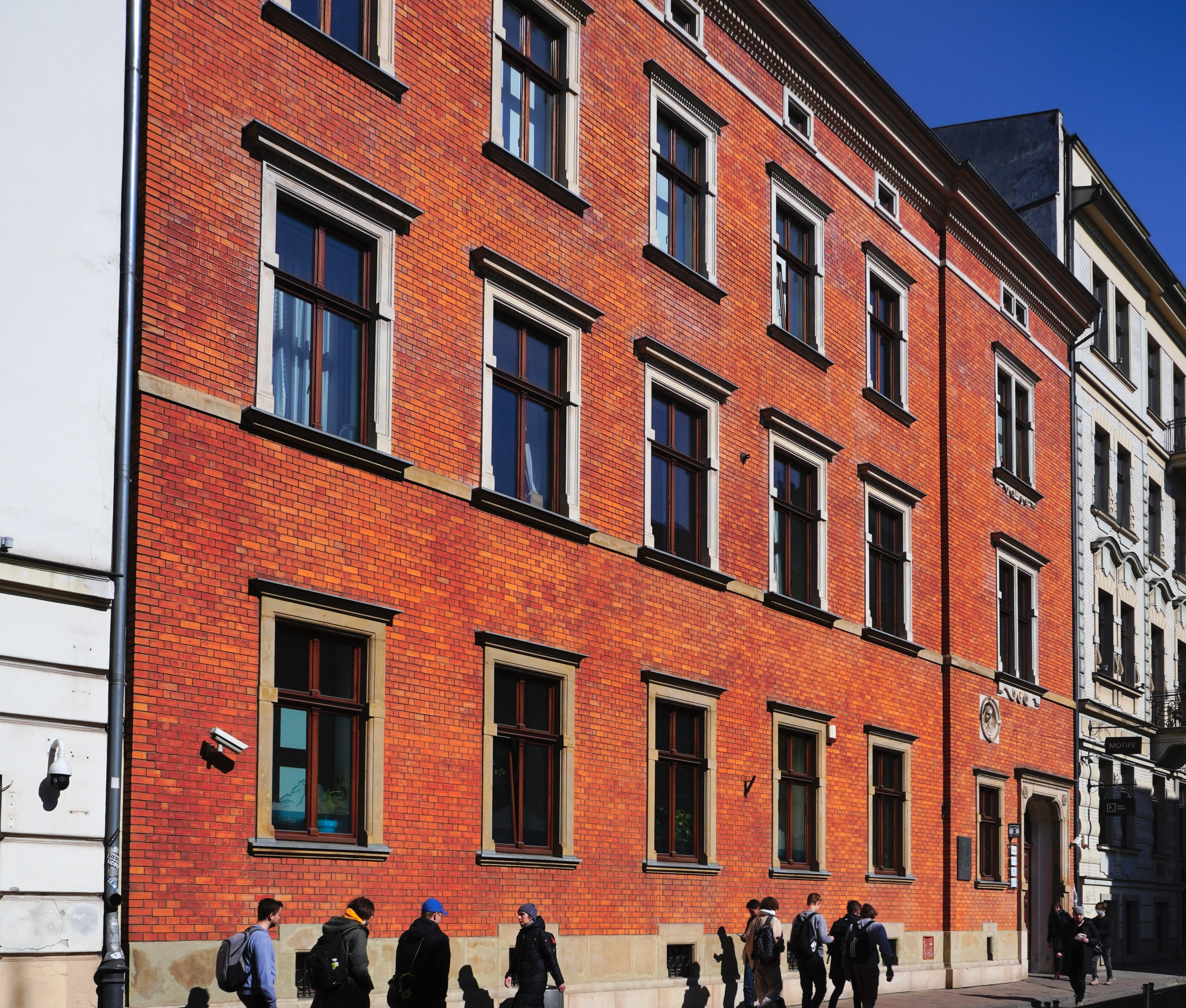
вул.Крупнича 5 Кам'яниця (проєкт Кароль Заремба, 1889)
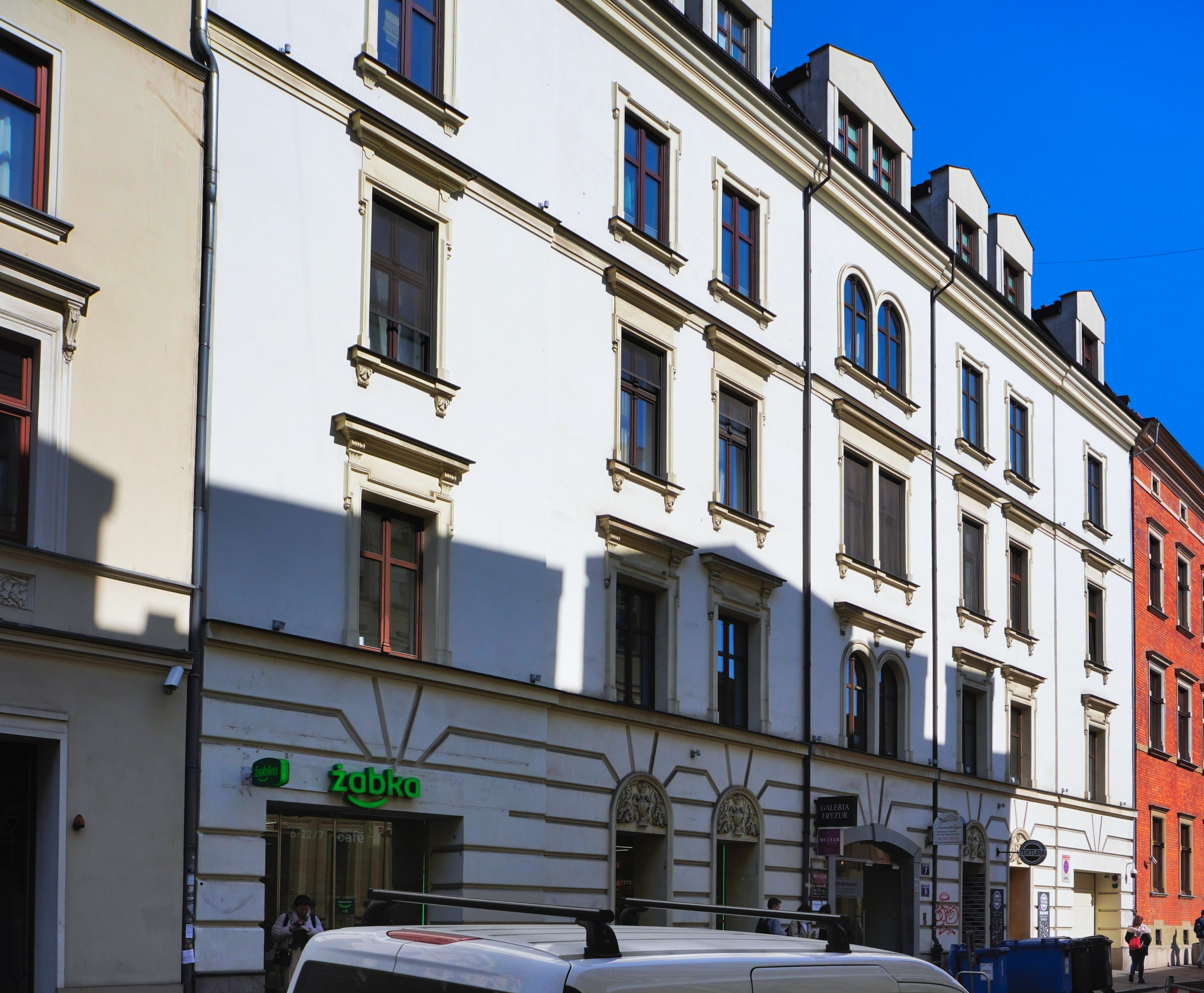
вул.Крупнича 7 Кам'яниця (проєкт Józef Ochmański, 1871)
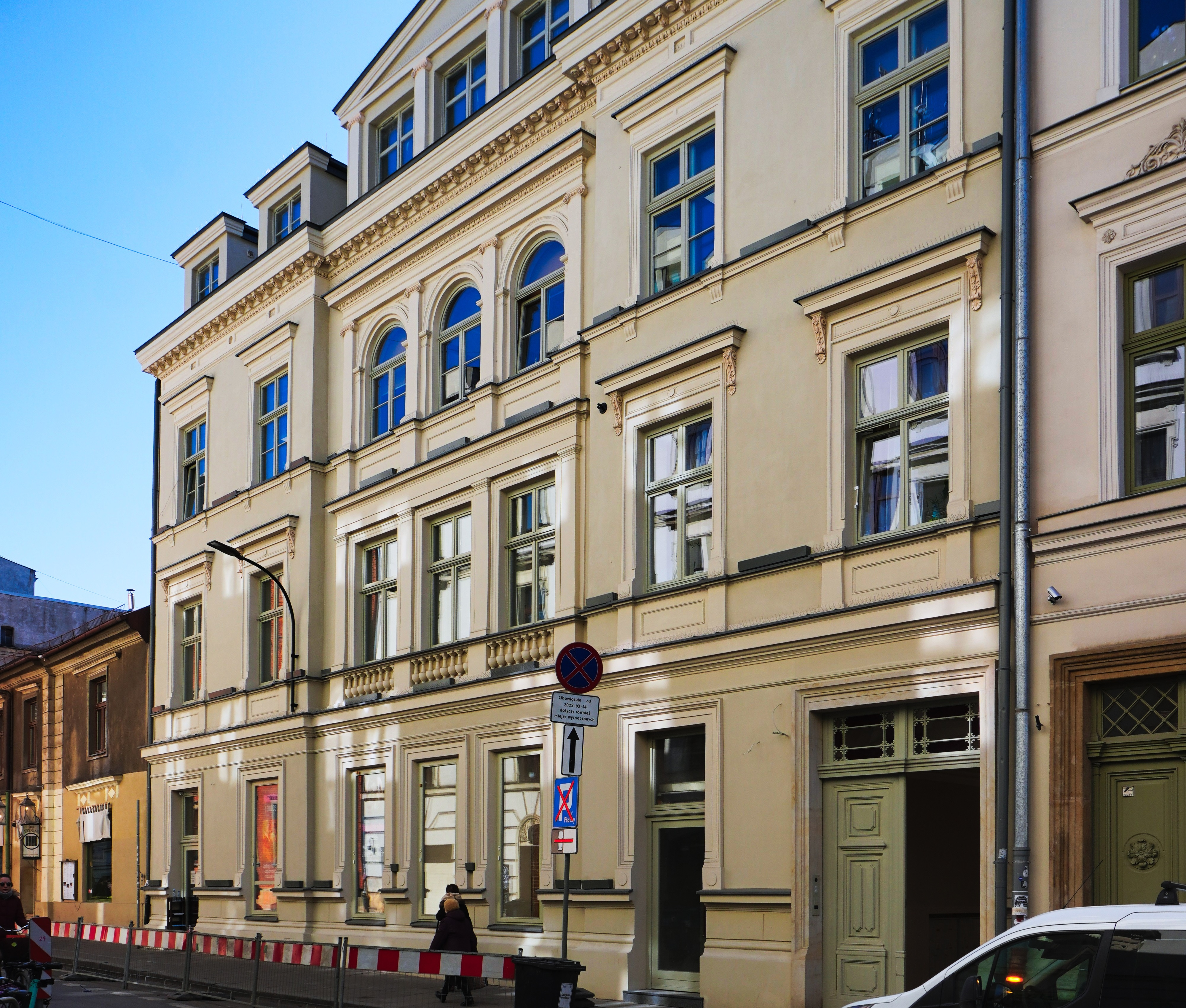
вул.Крупнича 8 Кам'яниця (проєкт Teofil Żebrawski, Томаш Прилінський, Janusz Niedziałkowski, 1873–1874)
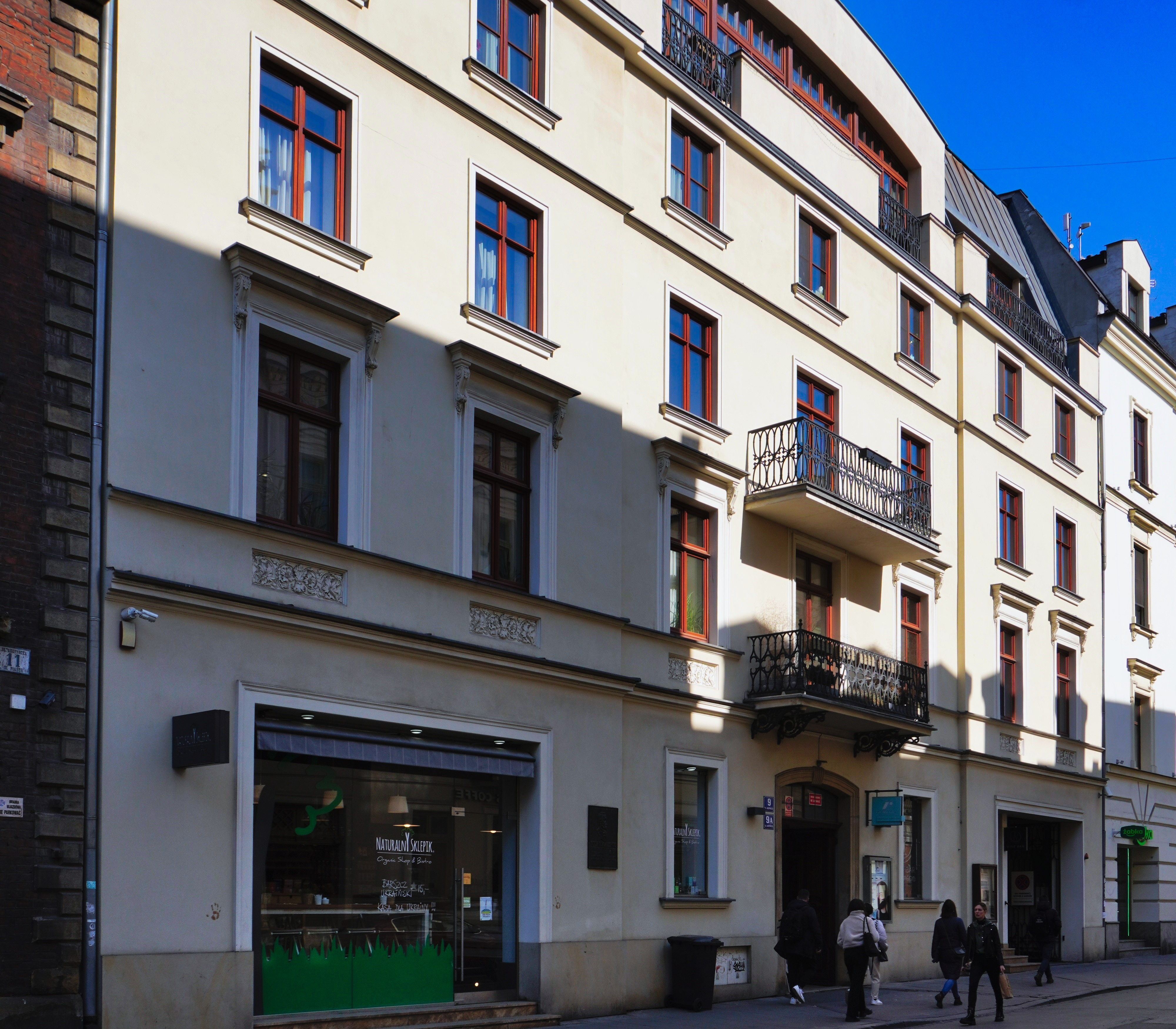
вул.Крупнича 9 Кам'яниця (проєкт Józef Ochmański, 1871)
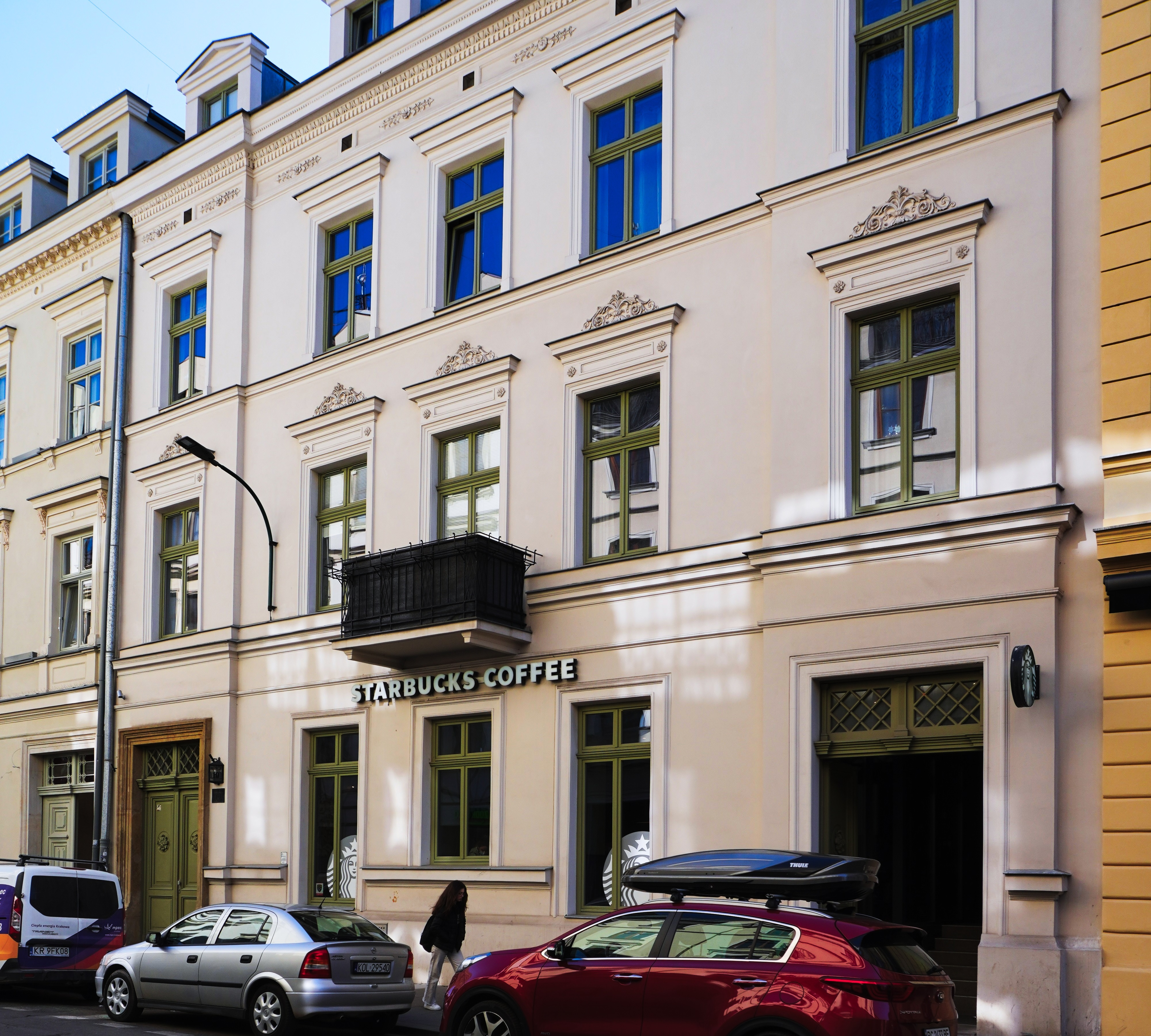
вул.Крупнича 10 Кам'яниця (проєкт Teofil Żebrawski, Томаш Прилінський, Janusz Niedziałkowski, 1873–1874)
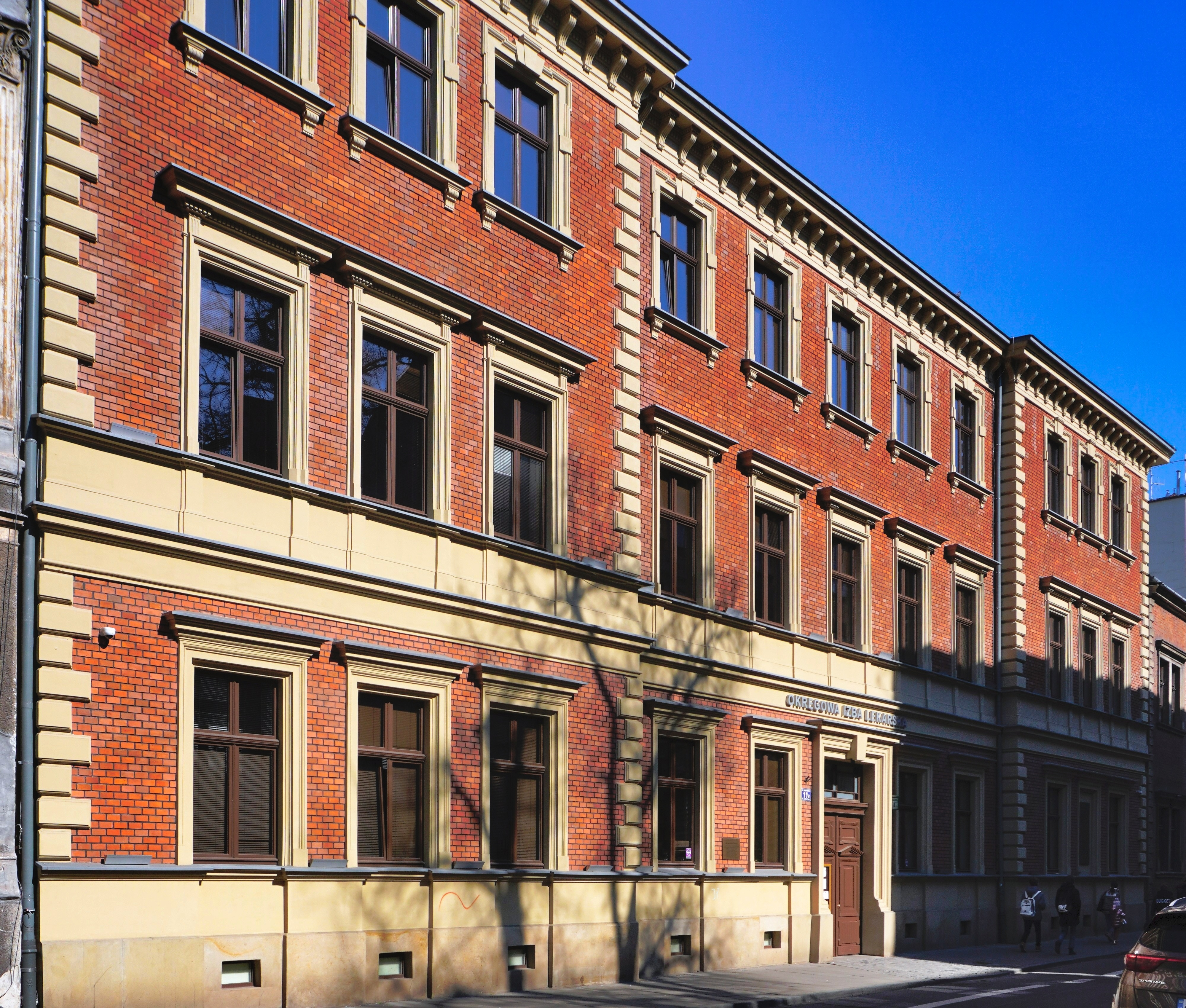
вул.Крупнича 11a Кам'яниця – Садиба Окружної Лікарської Палати (ok. 1880)
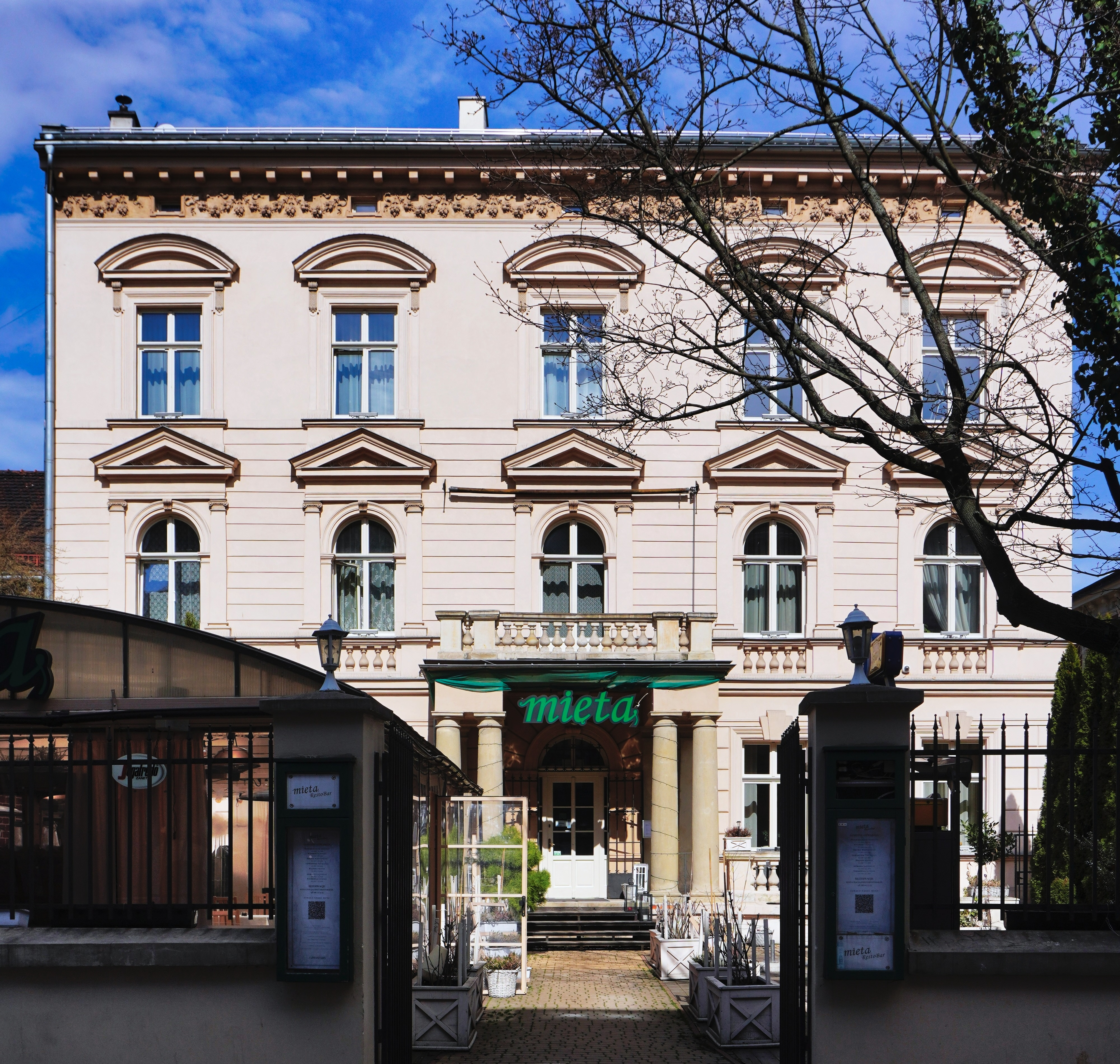
вул.Крупнича 17 (ul. Szujskiego 1) Кам'яниця (проєкт Кароль Кнаус, 1889)
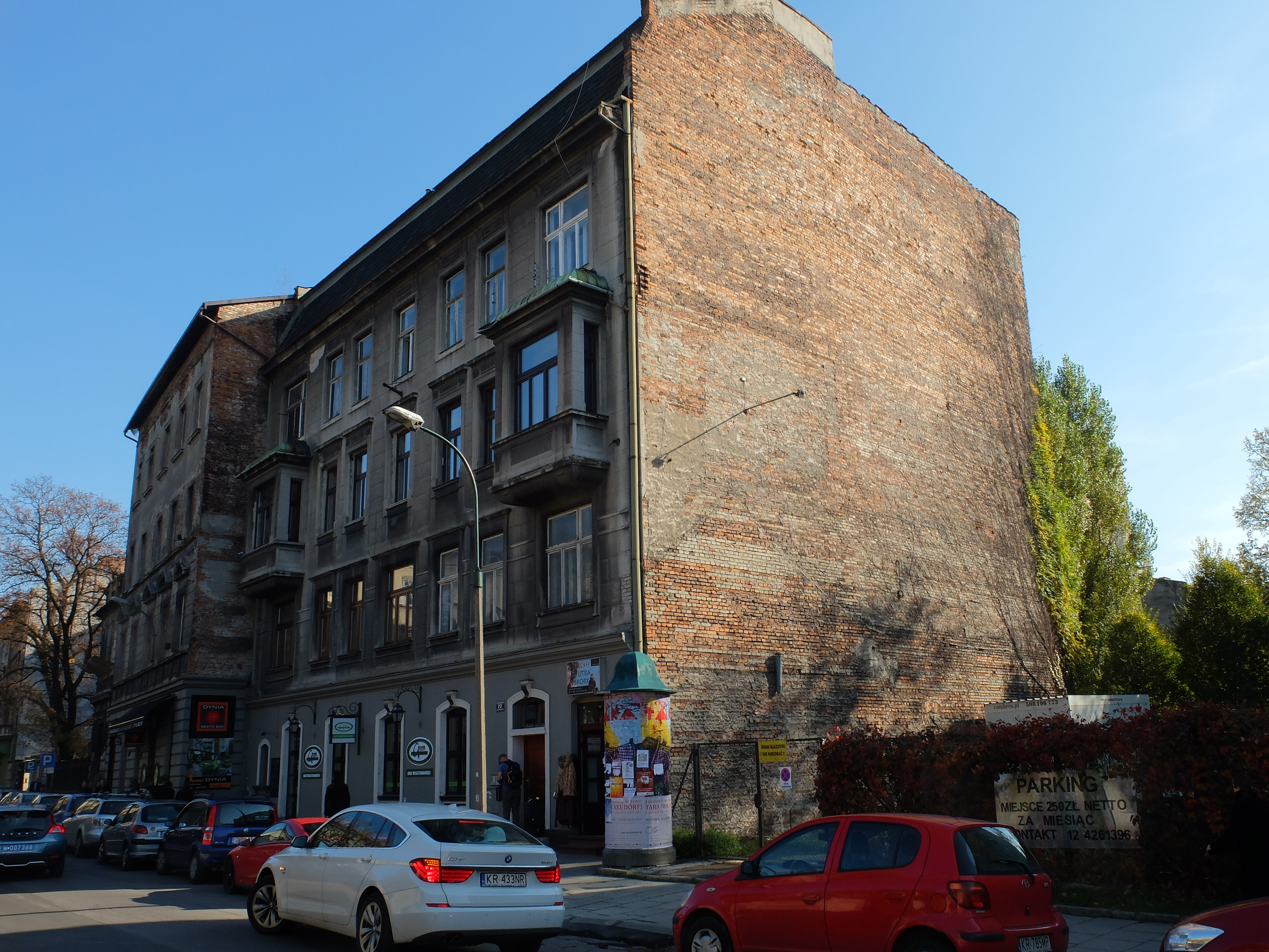
вул.Крупнича 22 Будинок письменників
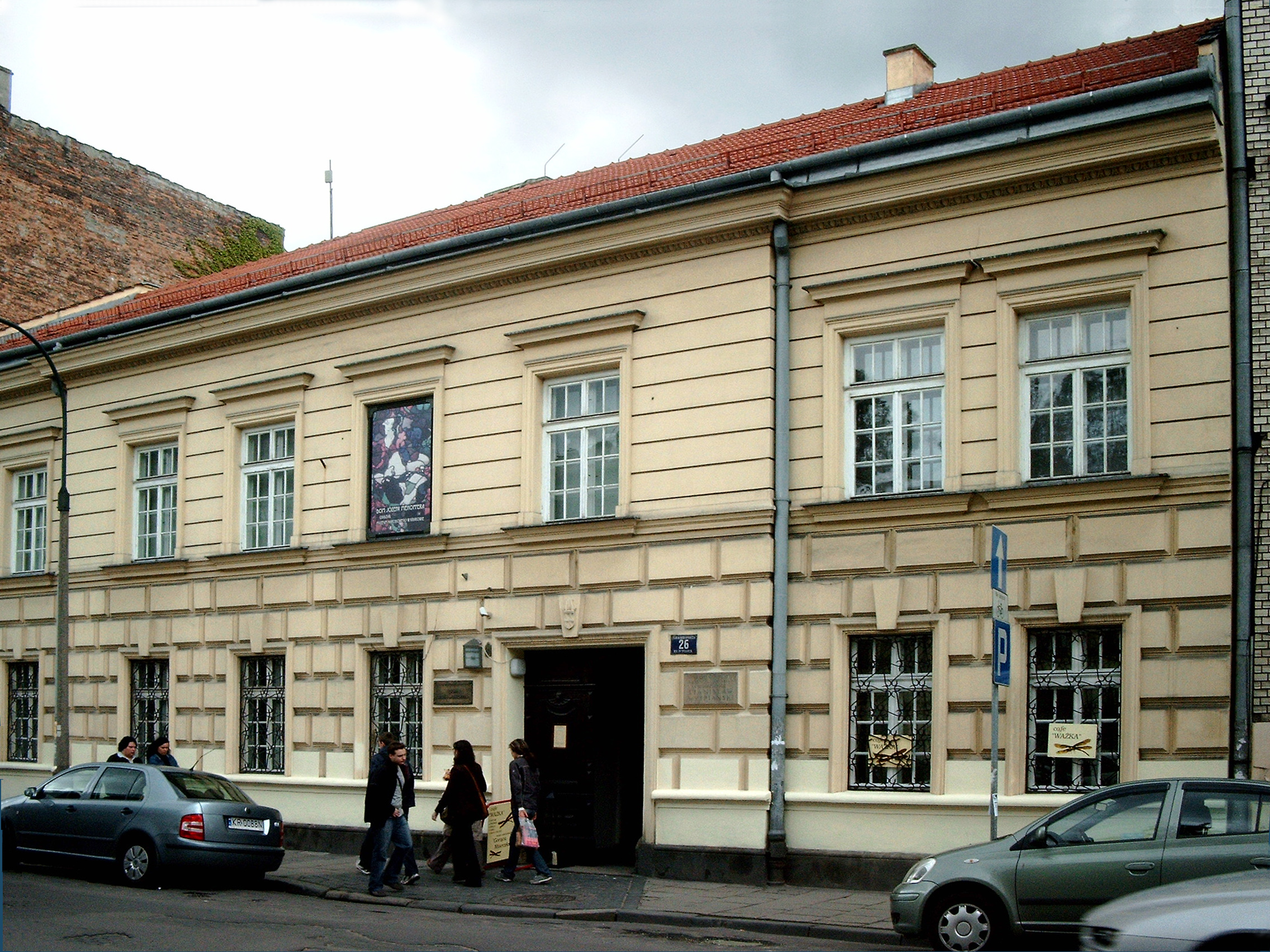
вул.Крупнича 26 Будинок Юзефа Мехоффера
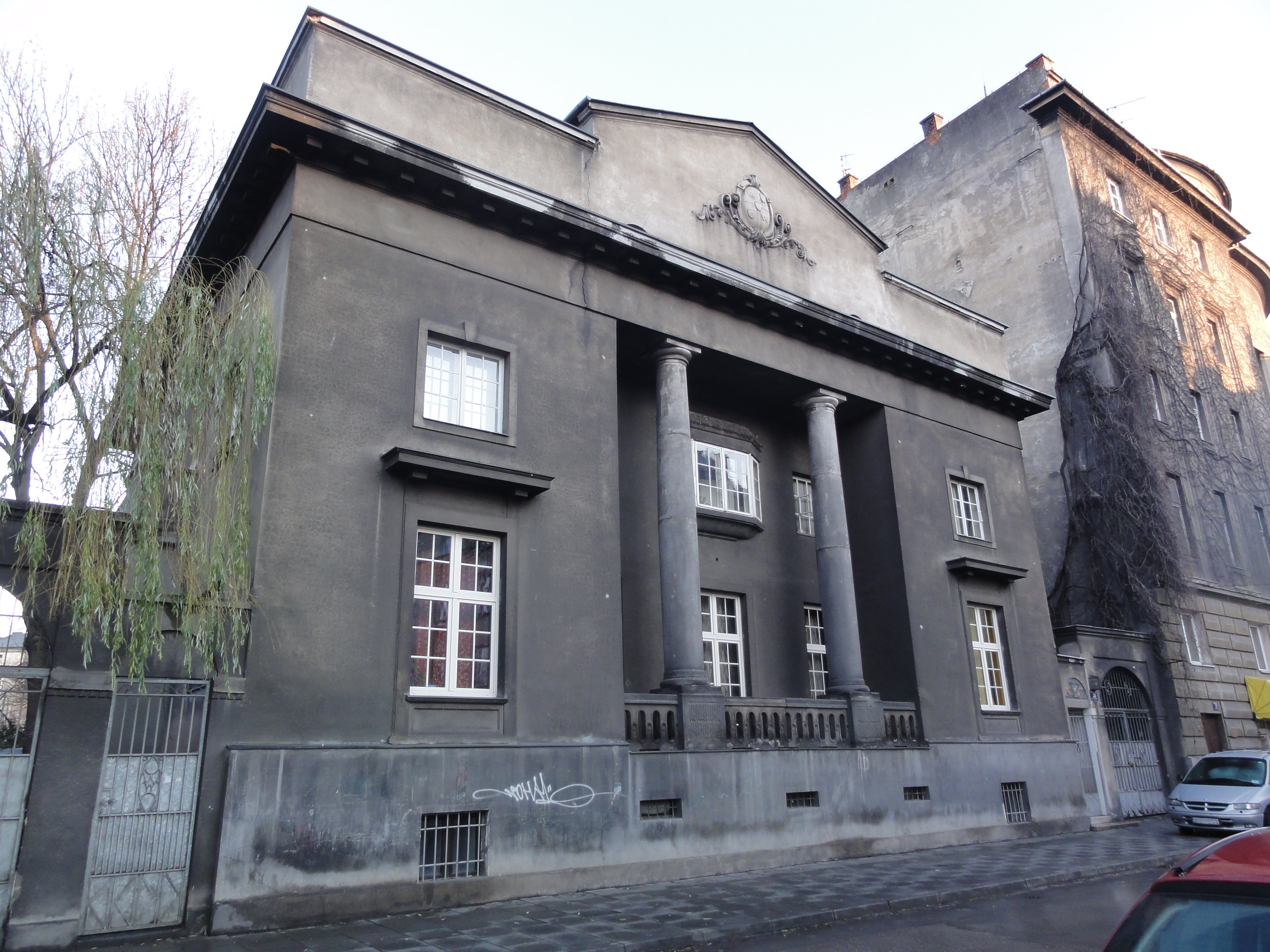
вул.Крупнича 31 Будинок Вайсів
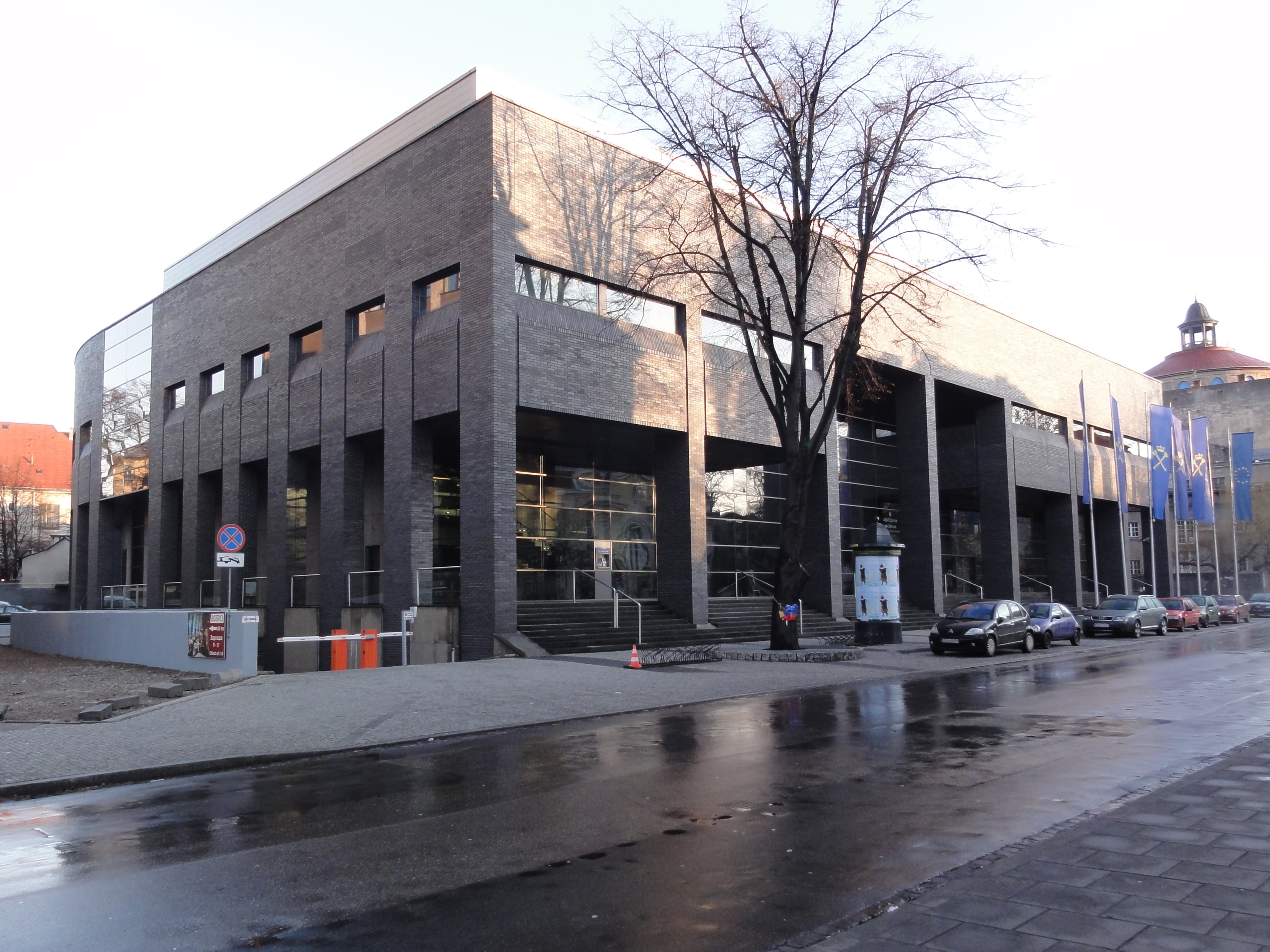
вул.Крупнича 33 Аудиторія Максимум Ягеллонського університету
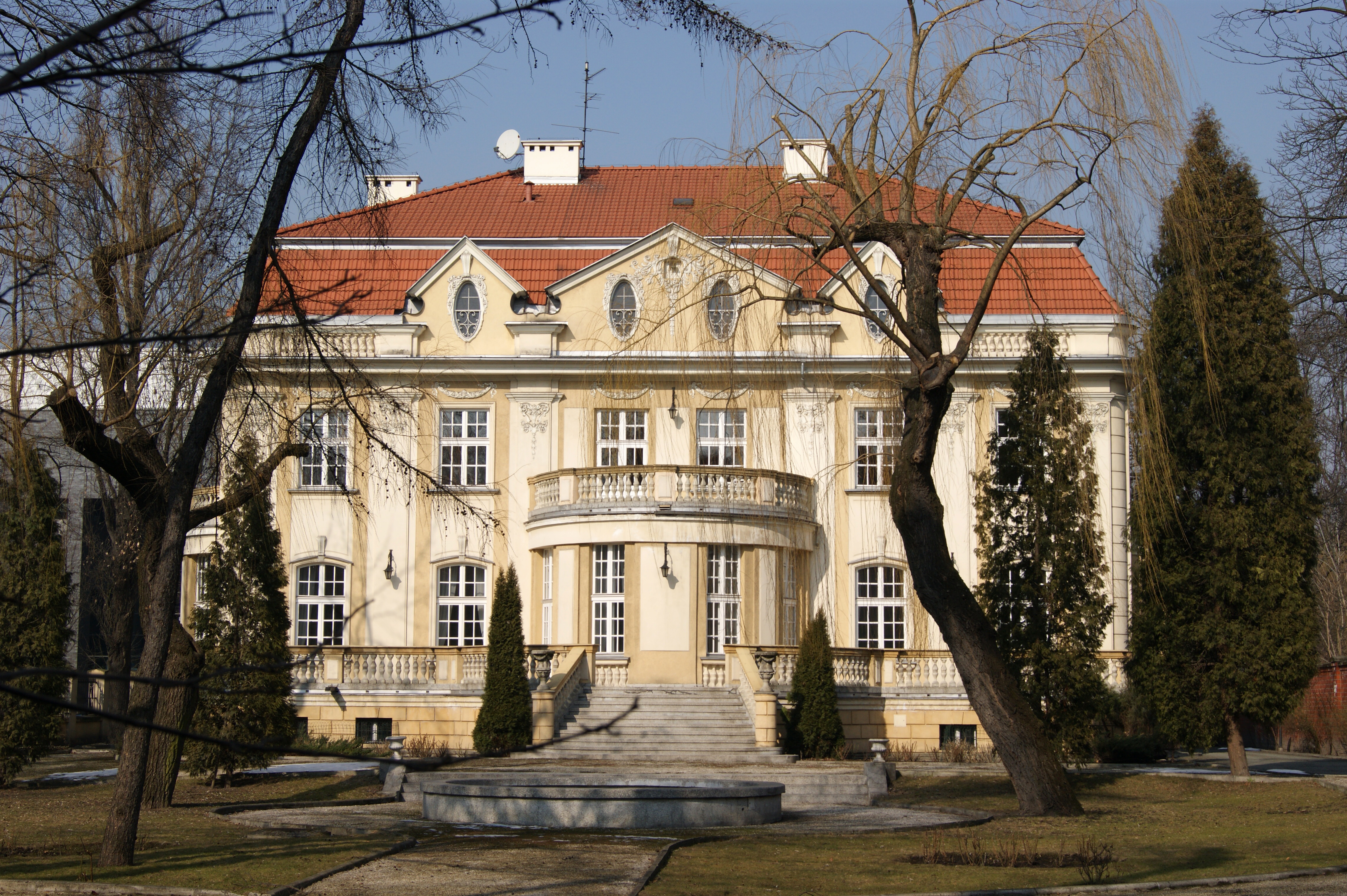
вул.Крупнича 42 Резиденція Генерального консульства Австрії в Кракові у віллі Марії Левальської